# فريدريش هاسي
فريدريش هاسي (بالألمانية: Friedrich Haase)‏ (و. 1827 – 1911 م) هو ممثل، وممثل مسرحي ألماني، ولد في برلين، توفي في برلين، عن عمر يناهز 84 عاماً.

## مناصب
تولى منصب جهيمرات ‏
.

## جوائز
حصل على جوائز منها:

خاتم إفلاند ‏